# Stylaster carinatus
Stylaster carinatus är en nässeldjursart som beskrevs av Hjalmar Broch 1936. Stylaster carinatus ingår i släktet Stylaster och familjen Stylasteridae. Inga underarter finns listade i Catalogue of Life.